# Pasayten Wilderness
Die Pasayten Wilderness ist eine über 2.100 Quadratkilometer große Wilderness Area in den Vereinigten Staaten, die teils im Okanogan National Forest, teils im Mount Baker National Forest im US-Bundesstaat Washington liegt. Das Zentrum wird mit 48°54'2,1"N / 120°38'1,2"W an den Three Forks des Pasayten River, einem Nebenfluss des Similkameen River, angegeben. Obwohl ein Teil im Mount Baker-Snoqualmie National Forest liegt, befindet sich der größte Teil im Okanogan National Forest, welcher die Verantwortung für das Management des Wildnisgebietes hat. Das Gebiet wird im Westen durch die Stephen Mather Wilderness begrenzt. Die nördliche Grenze ist die Grenze zwischen den Vereinigten Staaten und Kanada. Jenseits der Grenze liegen der Manning Provincial Park und der Cathedral Provincial Park. Das Wildnisgebiet liegt benachbart zum Ross Lake National Recreation Area im Westen und jenseits dessen zum North Cascades National Park. Der nördlichste Abschnitt des Pacific Crest Trails verläuft durch dieses Schutzgebiet. Der Westteil des Gebietes bietet dramatische Ausblicke und die Gipfel des Kaskadengebirges im nördlichen Washington, während der östliche Teil bekannt für seine Wiesen und alpinen Matten ist.
Der höchste Punkt im Gebiet ist der Jack Mountain; die nächstgelegenen Städte sind Mazama (Washington) und Princeton (British Columbia).
Die Pasayten Wilderness ist das traditionelle Jagdgebiet der Nlaka'pamux-Stämme des Fraser Canyon und des Nicola Country, wobei unklar ist, welcher Stamm im Besonderen gemeint ist.  Dieses Jagdgebiet erstreckte sich entlang der angrenzenden Teile der Kaskadenkette. Es gibt jedoch keine Nlaka'pamux auf der US-amerikanischen Seite der Grenze.

## Ökologie
Rauhe Kämme im Westen gehen in flache, offene Plateaus im Osten über; beidseits gibt es tief eingegrabene Abflüsse. In den artenreichen Wäldern wechselt die Zusammensetzung der Hauptbaumarten von Tannen, Riesen-Lebensbaum und Westamerikanischer Hemlocktanne im Westen zu Tannen, Kiefern und Lärchen im Osten. Die Region bietet Lebensräume für Hirsche, Elche, Schneeziegen, Pumas, Dickhornschafe und Wölfe und ist die Heimat der größten Population des Luchses in den Lower 48. 
Schnee fällt zwischen Oktober und Mai, und der dichtgepackte Schnee kann die Wege im Westteil bis in den frühen August hinein blockieren. Im Ostteil sind die Wege gewöhnlich im frühen Juli schneefrei.

## Wanderwege
Fast tausend Kilometer (600 Meilen) Wanderwege bieten Zugang zum Wildnisgebiet. Viele davon beginnen trügerisch sanft und werden beim Erreichen der Höhenlagen durch die vielfachen Windungen ausgesprochen schwierig. Der Pacific Crest Trail (PCT) quert das Gebiet von Nord nach Süd über mehr als fünfzig Kilometer (32 Meilen). Der Boundary Trail startet im Südwesten des Wildnisgebietes und mäandert nord- und westwärts über fast hundertzwanzig Kilometer (73 Meilen) bis zum PCT in der Nähe der kanadischen Grenze.
Einige Wege werden durch Reiter genutzt, die das Wildnisgebiet aufsuchen. Haustiere (Pferde) werden zur Unterstützung von Transporten von Campingausrüstungen wie auch Reparatur-Materialien für die Wege genutzt, weil im Gebiet keine motorisierten Fahrzeuge, nicht einmal mit Rädern versehene Ausrüstungen, verwendet werden können.
Obwohl die beliebten Wege jährlich beräumt und unterhalten werden, ist es wichtig, darauf hinzuweisen, dass viele Wege aufgelassen, geschlossen oder sonstwie nicht unterhalten werden. Einige dieser Wege sind immer noch in den Karten des United States Forest Service über das Gebiet verzeichnet, während andere einfach als unmarkierte Verbindungswege aufgeführt sind. Aufgrund der fehlenden Unterhaltung der Wege und der Größe des Gebietes werden einige Bereiche selten besucht, außer von den unerschrockensten Individuen. Für die allgemeine Öffentlichkeit werden große Kenntnisse im Gebrauch von Karten und anderen Navigationshilfsmitteln empfohlen, um das Wildnisgebiet eingehender zu erkunden.